# Sarà il cemento
Sarà il cemento è un singolo dei Gemelli DiVersi pubblicato nel 1999, secondo estratto dall'album Gemelli DiVersi.